# یاراک
یاراک (به لاتین: Jarak) یک منطقهٔ مسکونی در کرواسی است که در Sremska Mitrovica Municipality واقع شده‌است. یاراک ۲٬۲۳۵ نفر جمعیت دارد.